# Gue Gajah
Gue Gajah is een bestuurslaag in het regentschap Aceh Besar van de provincie Atjeh, Indonesië. Gue Gajah telt 5449 inwoners (volkstelling 2010).